# AKN VT2
De VT2E en VT A is een tweedelig diesel elektrisch treinstel voor het regionaal personenvervoer van de Eisenbahn-Gesellschaft Altona-Kaltenkirchen-Neumünster (AKN).

## Geschiedenis
Het treinstel werd door Linke-Hofmann-Busch in 1976 ontworpen en gebouwd. Hierbij werd gebruikgemaakt van het concept U-Bahn treinen van het type DT 3 van de Hamburger Hochbahn, waarvan ook het Amsterdamse Metromaterieel M1/M2/M3 afgeleid is.
De Altona-Kaltenkirchener Eisenbahn-Gesellschaft (AKE) was een Duitse private spoorwegonderneming voor personen- en goederenvervoer in de deelstaten Hamburg en Sleeswijk-Holstein. In 1916 werd de naam veranderd in Eisenbahn-Gesellschaft Altona-Kaltenkirchen-Neumünster (AKN).
Op 16 juni 2012 werd bekend dat ter vervanging van deze treinstellen de Eisenbahn-Gesellschaft Altona-Kaltenkirchen-Neumünster een aanbesteding uitschreef voor de bouw van 13 treinstellen met een optie van 4 treinstellen.

## Constructie en techniek
Deze trein is opgebouwd uit een stalen frame van geprofileerde platen. Deze treinen kunnen tot vier treinen gecombineerd rijden. De maximumsnelheid is dan 80 km/h. De treinstellen zijn uitgerust met luchtvering.
De treinen van het type VT A werden voorzien van sterkere motoren en een langer frame. De treinen van het type VT A zijn voorzien van draaistroom motoren.
Van deze treinen werden acht (VT 2.51 - 57 en VT 2.68) uitgerust met een stroomafnemer om als hybride voertuig zonder gebruik te maken van de dieselmotor over de sporen van de Hamburger S-Bahn tussen Hamburg Hauptbahnhof en Hamburg-Eidelstedt (AKN-Stammstrecke) te kunnen rijden.

## Treindiensten
De treinen worden door de AKN Eisenbahn (AKN) ingezet op de volgende trajecten.
| lijn | traject                                                                                                 | station en halte |
| ---- | --- | --- |
|      | (Hamburg Hauptbahnhof −) Hamburg-Eidelstedt - Quickborn - Kaltenkirchen - Neumünster (AKN-Stammstrecke) | (Hamburg Hauptbahnhof - Hamburg Dammtor - Sternschanze - Holstenstraße - Diebsteich - Langenfelde - Stellingen −) Eidelstedt - Eidelstedt Zentrum - Hörgensweg - Schnelsen - Burgwedel - Bönningstedt - Hasloh - Quickborn Süd - Quickborn - Ellerau - Tanneneck - Ulzburg Süd - Henstedt-Ulzburg - Kaltenkirchen Süd - Kaltenkirchen - Holstentherme - dodenhof - Nützen - Lentföhrden - Bad Bramstedt Kurhaus - Bad Bramstedt - Wiemersdorf - Großenaspe - Boostedt (- Neumünster Süd - Neumünster, buiten HVV gebied) |
|      | (Kaltenkirchen −) Ulzburg Süd - Norderstedt (Alsternordbahn)                                            | (Kaltenkirchen - Kaltenkirchen Süd - Henstedt-Ulzburg −) Ulzburg Süd - Meeschensee - Haslohfurth - Quickborner Straße - Friedrichsgabe - Moorbekhalle - Norderstedt Mitte |
|      | Elmshorn - Barmstedt - Henstedt-Ulzburg (westelijk deel voormalig EBOE)                                 | Elmshorn - Langenmoor - Sparrieshoop - Bokholt - Voßloch - Barmstedt Brunnenstraße - Barmstedt - Langeln - Alveslohe - Henstedt-Ulzburg - Ulzburg Süd |

## Foto's

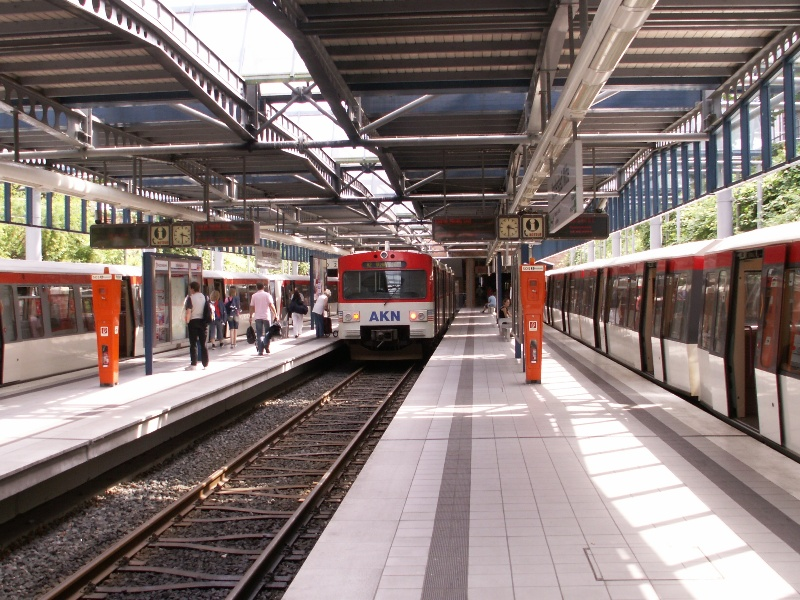
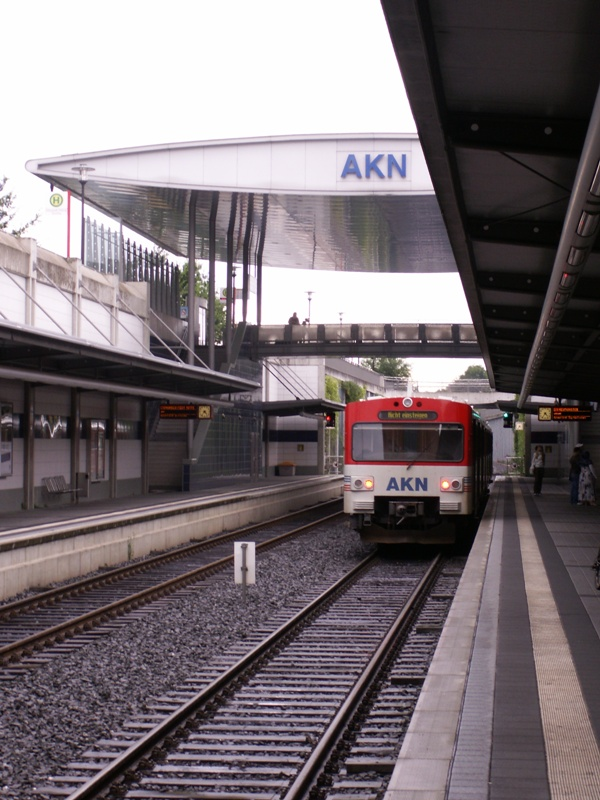
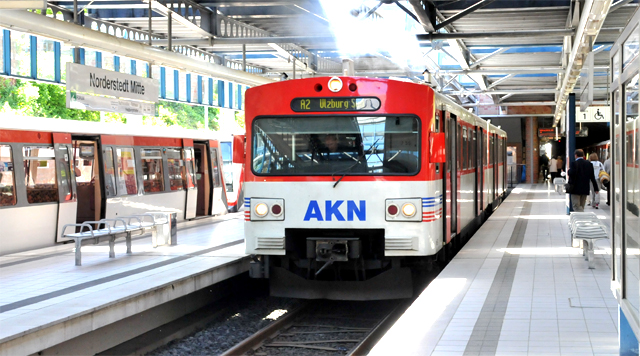
AKN 59 te Norderstedt Mitte

en de dochter ondernemingen Schleswig-Holstein-Bahn (SHB) en de nordbahn Eisenbahngesellschaft (NBE)